# Wodiane (rejon pokrowski)
Wodiane (ukr. Водяне) – wieś na Ukrainie, w obwodzie donieckim, w rejonie pokrowskim. W 2001 liczyła 319 mieszkańców, spośród których 63 posługiwało się językiem ukraińskim, a 256 rosyjskim.